# Czesław Wrześniewski
Czesław Wrześniewski (ur. 19 lipca 1973 w Ząbkowicach Śląskich) – piłkarz polski grający na pozycji bocznego obrońcy.

## Kariera
Karierę piłkarską Wrześniewski rozpoczął w klubie Górnik Zabrze. W 1992 roku awansował do kadry pierwszego zespołu Górnika, jednak nie zdołał zaliczyć w nim debiutu w pierwszej lidze. W 1993 roku przeszedł do Ruchu Radzionków. W sezonie 1995/1996 awansował z Ruchem z trzeciej do drugiej ligi, a w sezonie 1997/1998 z drugiej do pierwszej ligi. Swój debiut w polskiej ekstraklasie zaliczył 24 lipca 1998 w zwycięskim 5:0 domowym meczu z Widzewem Łódź. W 2001 roku spadł z Ruchem z ekstraklasy, a w 2003 roku do trzeciej. W 2005 roku odszedł do ŁTS Łabędy, a karierę kończył w 2011 roku w Tęczy Wielowieś.
Ogółem w polskiej ekstraklasie Wrześniewski rozegrał 72 mecze.